# Noël Dejonckheere
Noël Dejonckheere (Lendelede, 23 d'abril de 1955 - Izegem, 29 de desembre de 2022) va ser un ciclista belga que fou professional entre 1979 i 1988.
Com a amateur va guanyar el Campionat del món de puntuació de 1978, passant a professional l'any següent. La major part de la seva carrera professional la passà a Espanya, a l'equip Teka. En el seu palmarès destaquen sis etapes a la Volta a Espanya.
En retirar-se passà a desenvolupar tasques de director esportiu dels equips estatunidencs: el 7 Eleven (1989-1990) i el Motorola (1991-1996). Després passà a treballar per l'USA Cycling per dirigir l'equip nacional estatunidenc sots-23. El 2010 va deixar el càrrec per integrar-se en l'estructura del BMC Racing Team.

## Palmarès
- 1978
  -  Campió del món de puntuació amateur
- 1979
  - 1r a la Volta a la Costa del Azahar i vencedor de 2 etapes
  - Vencedor de 5 etapes a la Volta a la regió de València
  - Vencedor de 2 etapes de la Volta a Espanya
  - Vencedor de 2 etapes de la Volta a Cantàbria
  - Vencedor d'una etapa de la Volta a Alemanya
  - Vencedor d'una etapa del Tour del Mediterrani
  - Vencedor d'una etapa dels Tres dies de Leganés
- 1980
  - Vencedor de 2 etapes de la Volta a Andalusia
  - Vencedor de 2 etapes de la Volta de les Tres Províncies
  - Vencedor d'una etapa del Tour del Mediterrani
  - Vencedor d'una etapa de la París-Niça
  - Vencedor d'una etapa de la Volta a Aragó
- 1981
  - 1r al Trofeu Luis Puig
  - Vencedor de 2 etapes de la Volta de les Tres Províncies
  - Vencedor d'una etapa de la Volta a La Rioja
- 1982
  - Vencedor d'una etapa de la Volta a Alemanya
  - Vencedor d'una etapa de la Ruta d'Or
- 1983
  - 1r al Trofeu Luis Puig
  - 1r a la Volta a la Costa del Azahar i vencedor d'una etapa
  - Vencedor de 2 etapes de la Volta a Andalusia
  - Vencedor de 2 etapes de la Volta a Castella
  - Vencedor de 2 etapes de la Volta a Cantàbria
  - Vencedor d'una etapa de la Volta a Espanya
  - Vencedor d'una etapa de la Volta a Catalunya
- 1984
  - 1r al Trofeu Luis Puig
  - 1r al Tour de Limburg
  - Trofeu Zumaquero
  - Vencedor de 3 etapes de la Volta a Espanya
  - Vencedor d'una etapa de la Volta a Andalusia
  - Vencedor d'una etapa de la París-Niça
  - Vencedor d'una etapa de la Volta a la Comunitat Valenciana
- 1985
  - 1r al Trofeu Masferrer
  - Vencedor de 2 etapes de la Volta a Aragó
  - Vencedor de 2 etapes de la Volta a Burgos
  - Vencedor d'una etapa de la Volta a Galícia

- 1987
  - Vencedor de 2 etapes de la Volta a Múrcia
  - Vencedor d'una etapa de la Volta a Andalusia
- 1988
  - Vencedor d'una etapa de la Volta a Andalusia

### Resultats al Tour de França
- 1981. Fora de control (15a etapa)
- 1984. Abandona (17a etapa)

### Resultats a la Volta a Espanya
- 1979. 63è de la classificació general. Vencedor de 2 etapes
- 1983. Abandona (14a etapa). Vencedor d'una etapa
- 1984. 74è de la classificació general. Vencedor de 3 etapes
- 1985. 94è de la classificació general
- 1988. Fora de control (8a etapa)

### Resultats al Giro d'Itàlia
- 1982. 100è de la classificació general